# Mattertal
Dolina Matter - Mattertal (tudi Nikolaital, francosko Vallée de Saint-Nicolas ali Vallée de Zermatt) je ena levih (južnih) stranskih dolin reke Rone v kantonu Valais v Švici. To je ena od dolin, ki je globoko proti jugu vrezana v glavni alpski greben (hkrati pa mejni greben med Švico in Italijo) in proti severu sega do Rone (walliserska nemščina Rotten), geografsko glavni žep Valaisa. Tri od štirih najvišjih gorskih skupin Alp tvorijo meje doline.

## Geografija

### Topografija
Mattertal se razteza približno v smeri sever-jug v nemško govorečem Oberwallis. Razprostira se kot zahodna veja doline Visper (ali zahodna od obeh, zgornje / zadnje doline Visper), več kot 25 kilometrov od Staldena do tik nad Zermattom, kjer se razcepi na dve kratki visoki dolini v smeri vzhod-zahod. Zahodna je omejena na zgornjem koncu s čelom ledenika Zmutt na severnem robu Matterhorna, vzhodna pa s čelom ledenika Findel na severozahodnem robu Monte Rose. Skozi dolino teče reka Matter Vispa ki se v Staldenu združi z Saaser Vispo in kot Vispa teče skozi dolino Saastal in se pri kraju Visp izliva v Rono.
Najnižja točka Mattertal je 723,5 m na dnu doline pri Staldenu. Več vrhov gora, ki obkrožajo dolino s treh strani je višja kot 4500 m. Od teh sta Dom na vzhodu in Weisshorn na zahodu le dva, ki nista na glavnem alpskem grebenu. Dom je tudi glavni vrh skupine Mischabel, tretjega najvišjega pogorja v območju v Alp, Weisshorn pa je glavni vrh četrte najvišje skupine v Alpah. Čeprav veliko bolj slaven Matterhorn, ki se nahaja na glavnem grebenu, ostaja s 4478 m tik pod znamko 4500. Najvišja točka nad dolino je 4634 m Dufourspitze, glavni vrh skupine Monte Rosa in tudi najvišji vrh v Švici. Tako ima Mattertal  s 3910 m najvišjo višinsko razliko. S tem rekordom je v Guinnessovi knjigi rekordov zapisana kot »najgloblja dolina v Alpah« in zato »najgloblja dolina v Švici«. Med božičem 1998 je bil 36,8 metra visok srednjeveški zvonik Sv. Nikolaja, pod sloganom »največji Nikolaj Sveta v najgloblji dolini v Švici«, preoblečen kot Miklavž.

### Okoliški vrhovi
Od skupno 82 štiritisočakov v Alpah jih 33 obdaja Mattertal, tako da ima največjo koncentracijo štiritisočakov. Samo Monte Rosa na jugovzhodnem delu doline jih ima devet, vendar so trije, ki so izven glavnega grebena, na italijanski strani. Na spodnjem seznamu se začne z najvišjim vrhom, Dufourspitze in konča z najnižjim, Allalinhorn.
| - Dufourspitze, glavni vrg Monte Rose, najvišji mejni vrh Švice in eden od drugih najvišjih vrhov na celinah - Nordend, Monte Rosa - Zumsteinspitze, Monte Rosa - Signalkuppe, Monte Rosa - Dom, glavni vrh skupine Mischabel, najvišja gora, ki leži s svojo celotno bazo v Švici - Liskamm, vzhodni vrh - Weisshorn, glavni vrh skupine Weisshorn - Täschhorn, Mischabel - Liskamm, zahodni vrh - Matterhorn, svetovno znan vrh - Parrotspitze, Monte Rosa - Dent Blanche - Ludwigshöhe, Monte Rosa - Nadelhorn, Mischabel - Lenzspitze, Mischabel - Stecknadelhorn, Mischabel - Castor - Zinalrothorn, Weisshorn - Hohberghorn, Mischabel - Alphubel, Mischabel - Rimpfischhorn, Mischabel - Strahlhorn, Mischabel - Dent d’Hérens - Breithorn, zahodni vrh - Breithorn, srednji vrh - Bishorn, Weisshorn - Pollux - Breithorn, Roccia Nera - Ober Gabelhorn, Weisshorn - Dürrenhorn, Mischabel - Allalinhorn, Mischabel |

### Mattertal v 3D
Na dveh računalniških postajah v Muzeju gorskih vodnikov v vasi St. Niklaus, se lahko prosto gibljemo med gorami Mattertala ali izberimo ene od predlaganih panoram. Povezano s seznamom prvih vzponov lahko dobimo ustrezne podatke o lokaciji. Ta del programa je edinstven in je nastal v sodelovanju s strokovnjaki iz Inštituta za kartografijo na ETH Zürich in Zveznem uradu za topografijo. Multimedijska produkcija Muzeja gorskih vodnikov vključuje panoramski del modula »3D topografije« Inštituta za kartografijo na ETH Zürich, kjer so bili vstavljeni panoramske hiperpovezave, ki zagotavljajo navigacijo med 3D in 2D deli. 

### Občine
V dolini Mattertal so naslednje občine (severa do juga): Stalden, Törbel, Embd, Grächen, St. Niklaus, Randa, Täsch,  Zermatt.
Vas St. Niklaus je glavno mesto doline. Nikolaj iz Mire je zaščitnik kraja, zato se Mattertal včasih imenuje tudi Nikolaital.
Zgodovinsko jedro mesta Täsch (1449 m) se nahaja na dnu doline. Vaški centri Zermatt (1608 m), Randa (1406 m), St. Niclaus (1120 m) in Stalden (795 m) ležijo tik nad dnom. Grächen (1619 m), Embd (1356 m) in Törbel (1502 m) pa precej nad najnižjo točko na platoju nad dolino ali na razmeroma strmem pobočju.

## Najstarejša zgradba in prvi znan hotel
Ob koncu 13. stoletja je bil zgrajen in še vedno obstaja, Meierjev stolp v  vasi St. Niklaus. Dendrokronološka preiskava srednjeveškega stropa kleti je pokazala leto 1273. Stari kamniti stolp je najstarejša ohranjena stavba v Mattertal in verjetno v vsej regiji. Danes je v njem na prvi Muzej gorskih vodnikov na svetu.
Felix Platter, švicarski zdravnik, (*28. oktober 1536, Basel; † 28. julij 1614 prav tam) je poročal leta 1563 o obisku gospodarstva v St. Niklausu.  V bližini je stanoval v hotelu Kreuz / Croix.

## Galerija
- Mattertal. V sredini Randa. V ozadju Bernerske Alpe z Bietschhornom.
- Glacier Express pelje iz St. Niklausa.
- Koze na lesenem mostu čez potok (Matter Vispa) na planinski poti Jungerweg iz St. Niklausa.
- Pogled na planinsko pot Weisshornweg.
- Stara hiša pri Randi.
- Pogled na Zermatter Schlucht nad Täschem.
- Ljudski godci v Zermattu.